# Dörnen (Wuppertal)
Dörnen ist eine Ortslage in der bergischen Großstadt Wuppertal. Die Ortslage ist aus dem mittelalterlichen Oberhof der Bauerschaft Barmen hervorgegangen.

## Lage und Beschreibung
Dörnen liegt im Wohnquartier Friedrich-Engels-Allee des Stadtbezirks Barmen (Bereich Unterbarmen) im Tal der Wupper in dem Bereich der heutigen Straßen Oberdörnen, Unterdörnen und Dörner Brücke. Dörnen ist heute keine eigenständige Ortslage mehr, sondern Teil der umfangreichen innerstädtischen Gewerbe- und Wohnbebauung im dicht besiedelten Zentrum Barmens.

## Etymologie und Geschichte

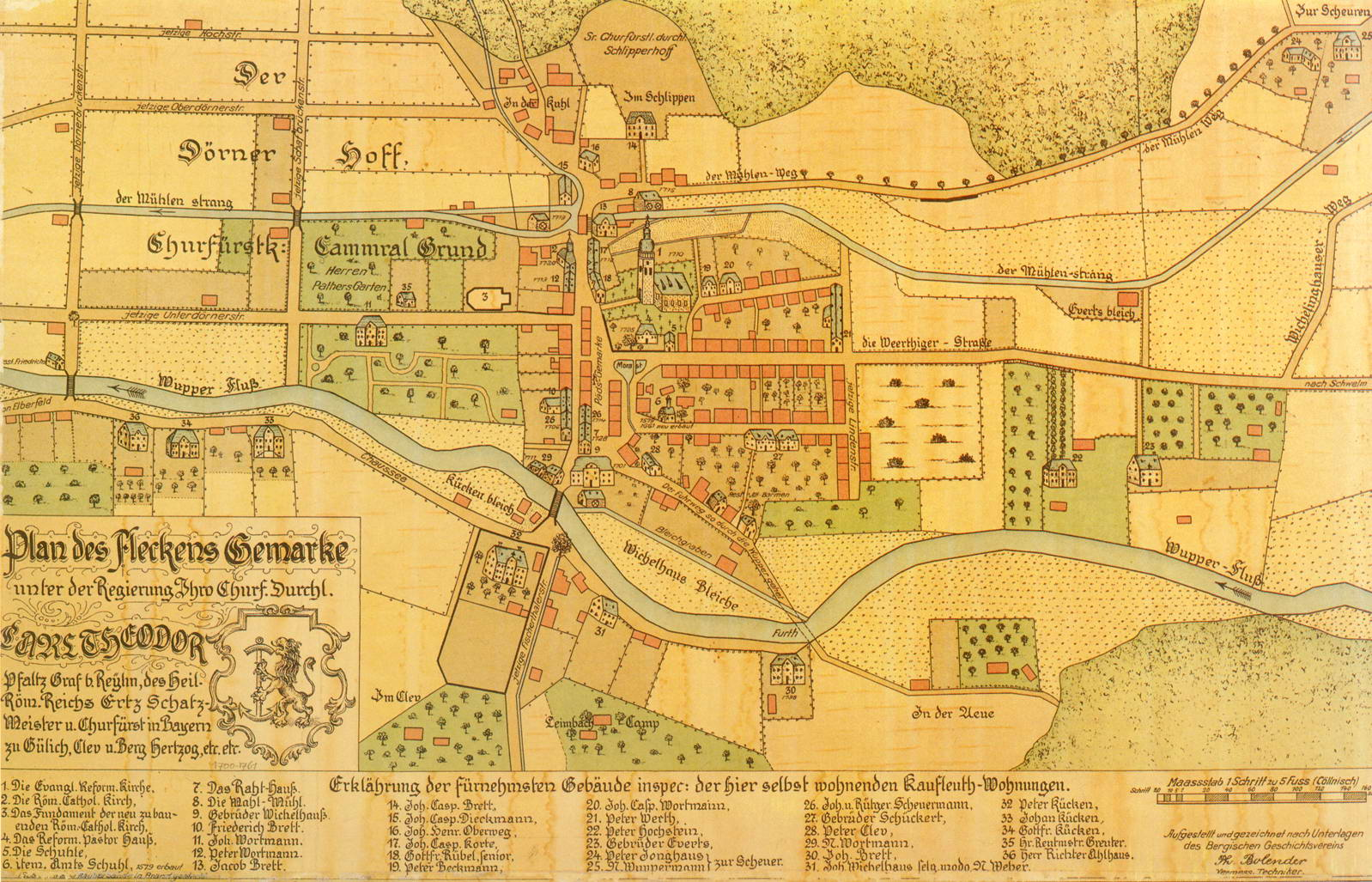
Karte Gemarkes um 1763. Links der Dörner Hof als Kameralbesitz

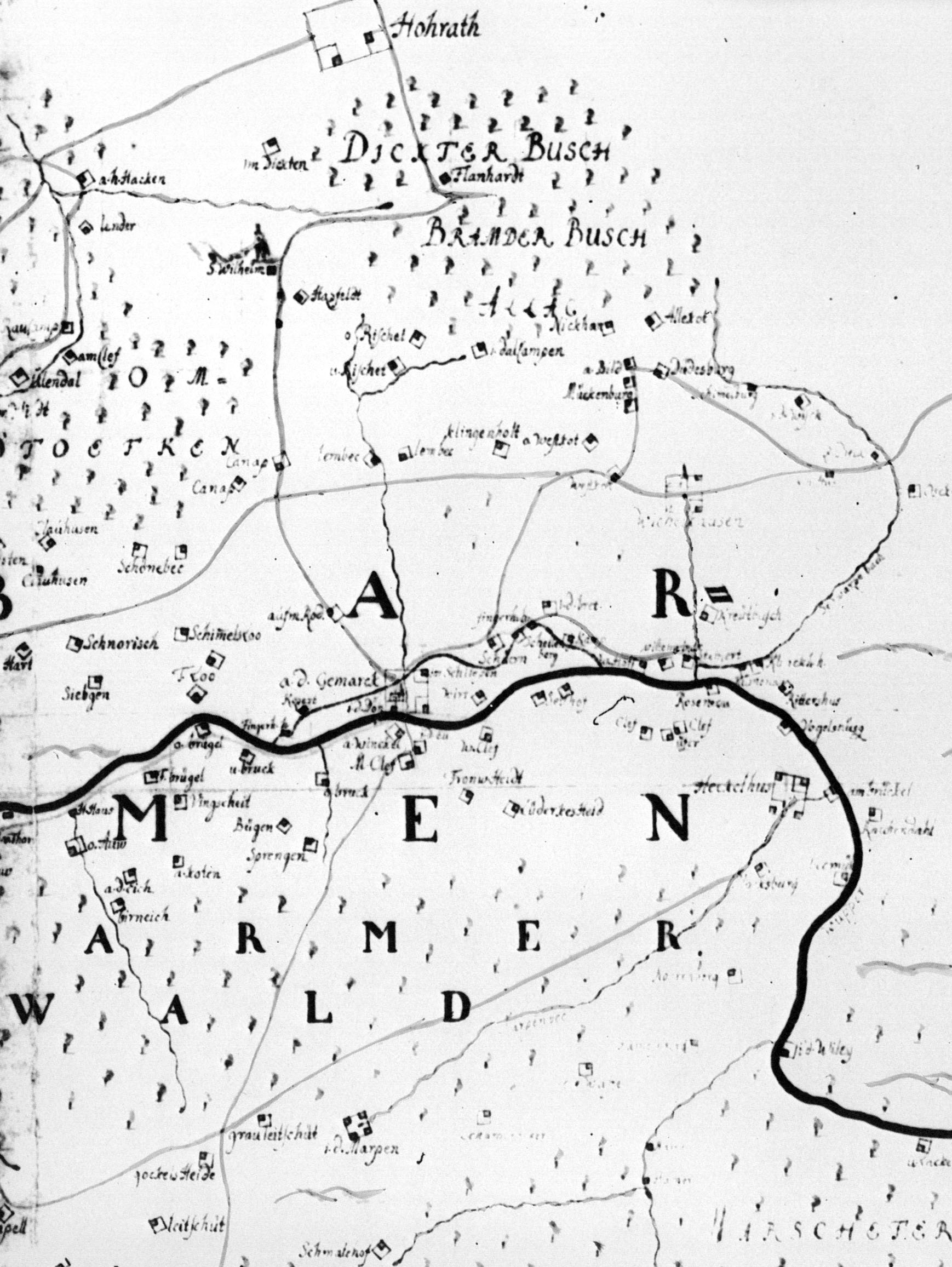
Karte der Hofschaften im Gebiet des heutigen Barmen von Erich Philipp Ploennies (1715)

Der Name Dörnen weist auf die Lage des Hofes an der Barmer Linie der mittelalterlichen und frühneuzeitlichen bergischen Landwehr hin. Eine Dornenhecke, auch Gedörn genannt, ist ein funktionaler Bestandteil einer Landwehr. Da der Name nach der Landwehr benannt ist, kann er nur nach deren Erbauung entstanden sein. Auch seine Lage im unattraktiven Siedlungsbereich an der Wupper weist darauf hin, dass der Dörner Hof nicht unbedingt zu den ältesten Höfen Barmens gehört. Je nach Datierung der Landwehr ist er vermutlich im 11. bis 13. Jahrhundert entstanden. Der Hof wird in verschiedenen Urkunden als Haus Barmen, Hof in den Barmen oder Hof in den Dörnen genannt.
Auch der Name Barmen steht laut einigen Forschern etymologisch in Zusammenhang mit einer Landwehr. So wird es als Wall, Erdhaufen gedeutet. Der altsächsische Wortstamm Berm, Barm findet sich auch im Begriff Heubarme (Hauhaufen) wieder, so dass hier von den Höfen am Erdwall die Rede sein könnte. Justus Bockemühl deutet die Etymologie anders: Ahd. brama; mhd. brame = Dornstrauch (vgl. Brombeere; engl. broom) wurde nach einer Lautumstellung (vgl. auch Bronnen (Brunnen) zu Born) zu Barme.
Die Forschung ging bis in jüngerer Zeit davon aus, dass der Dörner Hof identisch mit dem 1070 in einem Urbar des Klosters Werden genannten Hof Barmon (Barmen) ist. Neuere Forschungen stellen die These auf, dass das dort genannte Barmon vermutlich mit einem Hof bei Hiddinghausen identisch sei. Falls sich das Barmon aus dem Urbar auf den Dörner Hof (Hof in den Barmen) bezog, so war dieser zu dieser Zeit ein Allod der Abtei. Im 12. Jahrhundert war ein Hof Barmon nicht mehr als Werdener Besitz gelistet, so dass er zwischenzeitlich den Besitzer gewechselt haben muss. Als mögliche Erwerber kämen die Werdener Vögte (die Grafen von der Mark), die Bergischen Grafen oder auch die Ravensberger Grafen in Frage.
Die früheste unbestrittene mit Datum gesicherte Erwähnung des Dörner Hofs als Hof Barmen stammt aus der Beyenburger Amtsrechnung (Abrechnung des Rentmeisters an die Bergisch-herzogliche Kameralverwaltung) des Jahres 1466. Der Dörner Hof war zu dieser Zeit der Oberhof des Barmer Höfeverbands im Allodialbesitz der Bergischen Herzöge.
Aufgrund der ungenügenden Quellenlage ist es nicht belegt, aber sehr wahrscheinlich, dass Dörnen zu den bereits im Jahr 1244 genannten „Gütern in Barmen“ („Bona de Barme“) im kurkölnischen Gebiet gehörte, die von dem Grafen Ludwig von Ravensberg als Allod in den Besitz der Grafen von Berg unter Graf Heinrich IV. übergingen. Die Ravensberger besaßen als Nachfahren der Ezzonen seit dem Frühmittelalter im fränkischen Keldachgau Besitztümer, so dass der Dörner Hof und die übrigen 1244 nicht namentlich gelisteten Güter in Barmen mit einer gewissen Wahrscheinlichkeit dazu gehört haben könnten. Dies würde die These stärken, dass das 1070 erwähnte Werdener Barmon nicht mit dem Dörner Hof gleich war.
Territorial lag das Gebiet um Dörnen als Teil von Unterbarmen ab dem späten 14. Jahrhundert im bergischen Amt Beyenburg und war Teil der Bauerschaft Barmen. Kirchlich gehörte es bis zur Einrichtung einer eigenen Barmer Pfarrei 1702 dem Kirchspiel Elberfeld an.
Aus ungeklärten Gründen ging vor 1466 die Funktion als Oberhof des bergischen Höfeverbands von dem Sehlhof auf den Dörner Hof über. Der Sehlhof (= Sattelhof) verlor dadurch seinen Status als Vollhof und stieg zu einem Kotten ab. Als Gerichts- und Versammlungsort der Barmer Bauerschaft zu Martini (Mitte November) besaß der Dörner Hof einen großen und beheizbaren Versammlungsraum, der laut der Barmer Hofesrolle, dem Weistum des Barmer Höfeverbands, so groß zu sein hatte, das sich dort „ein Mann mit einer Ofenschaufel umwenden“ konnte. Im Gegensatz zu heute wurde offenbar damals von den Hofesleuten genau verstanden, welche Abmessungen mit diesem Gerät und dem Vorgang des Umwendens verbunden waren.
Der Hof war zu dieser Zeit Verwaltungssitz und Haupthof des Barmer Teils des Amtes Beyenburg, dem alle anderen Höfe der Bauerschaft abgabepflichtig waren. Hier befand sich auch das Hofesgericht der niederen Gerichtsbarkeit für den Barmer Höfeverband, der sich im Allodialbesitz der bergischen Herzöge befand. Der märkische Barmer Höfeverband unter dem Oberhof Wichlinghausen im Allodialbesitz der Grafen von der Mark war über den Dörner Hof den bergischen Territorialherren abgabepflichtig, ohne aber dessen Gerichtsbarkeit zu unterstehen. Im Dörner Hof wurden auch die Eichgewichte und in einer Lade die Gewichtsvorschriften über die zu leistenden Naturalabgaben, die Preisvorschriften für Brot und Bier und die Bestimmungen für Gastwirte aufbewahrt. Dreimal im Jahr, zu Lichtmess (2. Januar), im Mai und im Herbst waren die Abgaben dort zu leisten.
Der Hof besaß auch eigene Ländereien, deren Bewirtschaftung auch im Rahmen der Hand- und Spanndienste den Hofesleuten der Bauerschaft oblag. Der Hof war aber hauptsächlich Verwaltungssitz, seine landwirtschaftlich ungünstigen Ländereien in der Wupperaue dienten nur der Versorgung des herzoglichen Verwalters, der auch Villicus oder Schultheiß genannt wurde. Das Barmer Lagerbuch von 1597 gibt Aufschluss über die Größe und Lage des Hofes. Seine Ländereien zwischen der Wupper und dem Barmer Mühlengraben der 1336 erstmals erwähnten herzoglichen Barmer Bannmühle betrugen 16 cölnische Morgen, 16 Ruten und die Ländereien nördlich des Mühlengraben Richtung Rott 24 cölnische Morgen, 1 Rute. In Summe waren das umgerechnet ca. 16 Hektar.
Im Jahr 1597 wurde der Hof von Herzog Johann Wilhelm von Jülich-Kleve-Berg mit dem Amt Beyenburg an Simon von der Lippe verpfändet, später zurückerworben. Anfang des 17. Jahrhunderts war der Hof auch teilweise Sitz des Beyenburger Rentmeisters Johann Karsch.
Im 17. Jahrhundert entwickelte sich östlich von Dörnen das spätere Kirchdorf Gemarke, der Ortskern, aus dem die spätere Stadt Barmen entstand. Bis zur Auflösung des Amts Beyenburg und der Stadterhebung Barmens 1808 diente der Dörner Hof als Kameralgut der herzogliche Verwaltungssitz Barmen im Amt, während Gemarke das bürgerliche Handels- und Gewerbezentrum war. Mit der Verwaltungsgliederung unter der französischen Besetzung ab 1806 verlor der Dörner Hof seinen Status als Verwaltungssitz und wurde Teil der Stadt Barmen. Ohnehin hatte sich Gemarke bis an die Ortslage Dörnen ausgebreitet und vereinnahmte den Hof zunehmend als Innenstadtbereich.
Das alte Hofeshaus bestand noch bis 1900. Es wirkte zuletzt als verschiefertes Fachwerkhaus wie ein Fremdkörper in der umgebenden klassizistischen Bebauung.